# 成都四九慘案
成都四九慘案是第二次國共内战時期中華民國四川省成都市的一宗學生與警方衝突事件。
第二次國共内战爆发以后，国统区经济崩溃，物價飛漲。1948年4月9日，成都市专科以上学校学生1000多人到四川省政府请愿，要求供给平价米，結果遭到军警镇壓，130多人被捕。4月10日，四川大学、华西大学等學校罢课抗議，并组成四九惨案后援会。北平、天津等地的许多学校也举行总罢课，声援成都學生。